# 女医フォスター 夫の情事、私の決断
『女医フォスター 夫の情事、私の決断』（じょいフォスター おっとのじょうじ わたしのけつだん、英: Doctor Foster）は、2015年9月9日から10月7日まで、また2017年9月5日から10月3日まで放送されたイギリスのBBC Oneテレビドラマシリーズ。夫が浮気していると疑う妻が、次第に夫に裏切られ、復讐する様を描くスリラードラマ。シリーズ1と2、それぞれ全5話。
2020年には韓国で『夫婦の世界』として、2023年には日本で『夫婦が壊れるとき』として、それぞれリメイクが制作された。

## あらすじ
舞台はパーミンスター（架空の町）。パーミンスターで女医として働くジェマ・フォスター（サランヌ・ジョーンズ）はパーティーを開いた翌日、自宅でマフラーに1本のブロンドの髪の毛を見つけ、夫の浮気を疑う（一方、サランヌは、黒髪）。さらに浮気相手がケイト・パークス（ジョディ・カマー）だと判明した。

## キャスト
ジェマ・フォスター
演 - サランヌ・ジョーンズ
37歳。女医で、夫と息子と共にパーミンスターで暮らす。夫のサイモンが浮気していると疑う。
サイモン・フォスター
演 - バーティ・カーベル
40歳。不動産会社社長で、ジェマの夫。ある日、妻から浮気と疑われる。
ケイト・パークス
演 - ジョディ・カマー
23歳。パーミンスターに暮らす大学生で、サイモンの浮気相手と疑われる。
トム・フォスター
演 - トム・テイラー
13歳。ジェマとフォスターの息子。